# Öxnadalsheiði

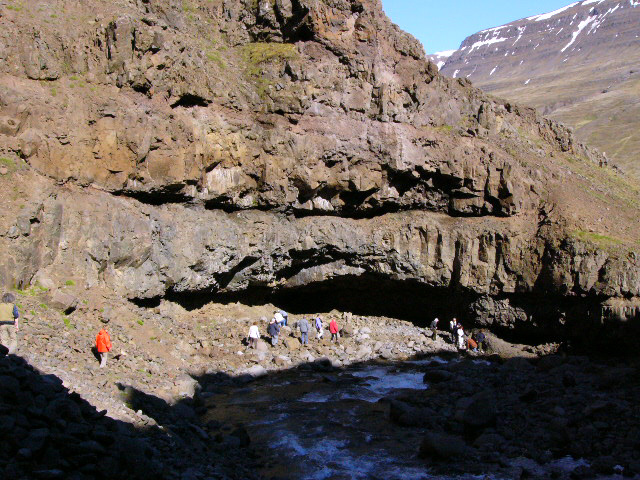
In der Nähe der Passstraße

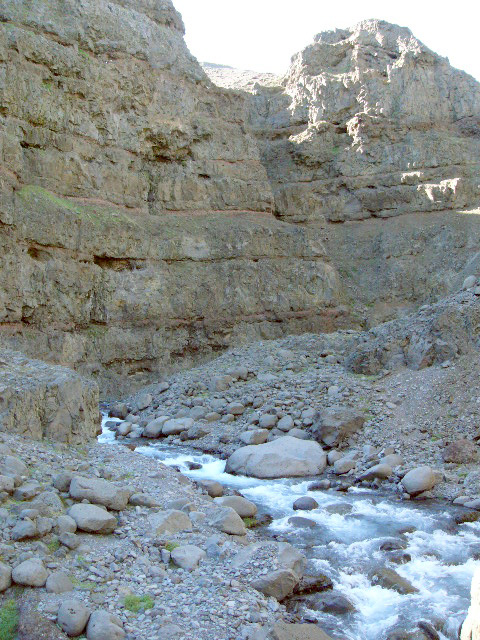
Schlucht in der Nähe der Passstraße

Die Hochebene Öxnadalsheiði liegt zwischen dem Skagafjörður und dem Eyjafjörður im Norden von Island. Es handelt sich eigentlich um ein Tal, das zwischen dem Norðurárdalur und dem Öxnadalur liegt.
Die gleichnamige Passstraße ist ein Teil der Ringstraße. Sie folgt im Westen im Skagafjörður zunächst dem Tal der Norðurá in östliche Richtung, dann steigt sie bis auf 450 m auf der Hochebene an, um sich schließlich nach Norden zu wenden und sanfter über die Hochebene und dann die Täler Öxnadalur und Hörgárdalur zum Eyjafjörður hinunterzuführen.
Auf der Höhe führt eine im Winter bei Glatteis gefährliche Straße nahe an einer Schlucht entlang.
Die Landschaft ist von den vielfach über 1.000 m hohen Bergen der Halbinsel Tröllaskagi, die man hier überquert, geprägt.
Verschiedene Erdschichten, darunter stark eisenhaltige, kann man schon zu Beginn der Bergstraße in der Schlucht Kotagil (nördlich des Weges) erkennen.

Knapp unterhalb der Passhöhe steht ein nun verlassener Hof namens Bakkasel, der in früheren Zeiten nicht selten letzter Schutz- und Trutzpunkt in Not geratener Reisender war. Es wird berichtet, dass hier während eines Schneesturms im 19. Jahrhundert einmal 200 Personen genächtigt haben.

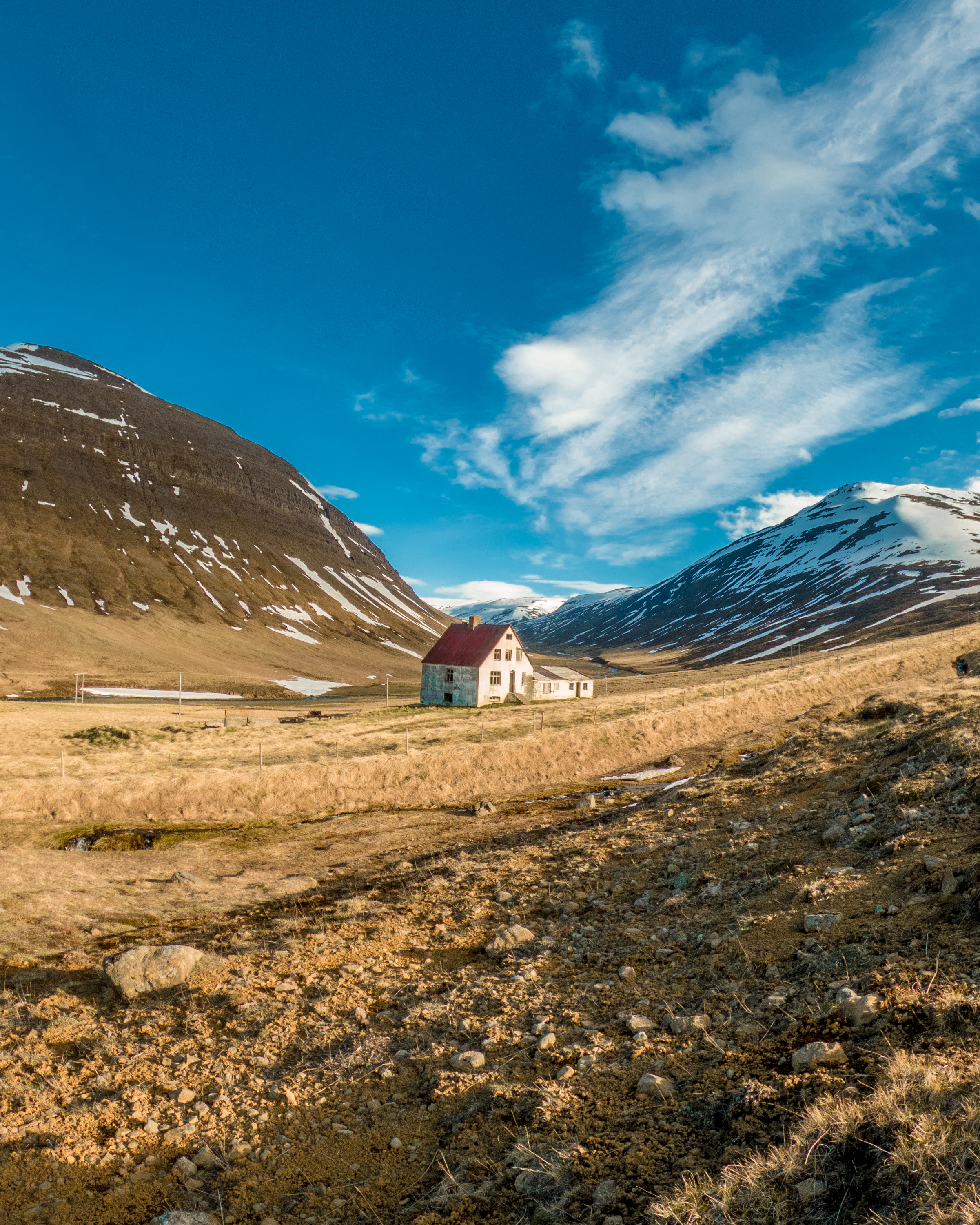
Verlassener Hof Bakkasel

In einem kleinen Seitental wuchs am See Hraunsvatn der romantische Dichter Jónas Hallgrímsson im 19. Jahrhundert heran.
Berühmt ist der Hraundrangi, ein 1.075 m hoher Gipfel im Nordwesten der Straße, der aus einer Reihe vom Gletscher und anderen Erosionsformen eigenartig geformter Felsspitzen besteht.